# Rodrigo Meléndez
Pour les articles homonymes, voir Meléndez.
Rodrigo Meléndez est un joueur de football professionnel chilien né le 30 octobre 1977 à Santiago du Chili. Il évolue au poste de milieu défensif au Deportes Iquique.

## Biographie
Rodrigo Meléndez reçoit sa première sélection en équipe de Chili lors du match Chili - Brésil le 1er juillet 2001. 
Entre 2001 et 2007, il totalise 26 sélections et 1 but pour l'équipe du Chili.

## Palmarès
| Année | Titre                                        | Club      | Pays  |
| 2003  | Vainqueur de la Primera División (ouverture) | Cobreloa  | Chili |
| 2006  | Vainqueur de la Primera División (ouverture) | Colo-Colo | Chili |
| 2006  | Vainqueur de la Primera División (clôture)   | Colo-Colo | Chili |
| 2007  | Vainqueur de la Primera División (ouverture) | Colo-Colo | Chili |
| 2007  | Vainqueur de la Primera División (clôture)   | Colo-Colo | Chili |
| 2008  | Vainqueur de la Primera División (clôture)   | Colo-Colo | Chili |
| 2009  | Vainqueur de la Primera División (clôture)   | Colo-Colo | Chili |